# Ron Roumen
Ron Roumen (Sittard, 5 september 1963) is een Nederlands acteur en televisieproducent. Roumen is directeur/eigenaar van Produktiehuis Inzuid.
Na het verlaten van de toneelacademie te Maastricht werkte Roumen vijf jaar, onder leiding van Frans Malschaert, voor het Sirkel-theater te Sittard, dat de Hans Snoek-prijs won in 1985. Zijn eerste productie, die hij als acteur/producer samen met Ingrid Lacroix maakte, heette Historia. In 1987 startte Roumen zijn theaterbedrijf in de voormalige melkfabriek van Campina in Sittard.
Roumen is voorvechter van het toegankelijk maken van de (Limburgse) cultuurhistorie. In theaterproducties, films en televisieseries maakt hij zich sterk om deze historie verhalend te bewerken. Hij speelde onder andere de rollen van Eugène Dubois, Joseph Bosquet, Hendrik van Veldeke, Ferdinand von Plettenberg en graaf Gerard van Gelre in speciale theaterproducties en films.

## Producent
In 1993 werkte Roumen achter de schermen mee in de productie van de 13-delige televisieserie De Legende van de Bokkenrijders (KRO). Van 1993 tot en met 2008 maakte Roumen dertien eigen theaterproducties. Als producer is Roumen actief voor diverse producenten in Nederland. Hij is producent/regisseur van de tv-serie Wied es de Windj en de korte film Tegenlicht. In 2016/2017 is Roumen als regisseur verbonden aan de filmproductie Songerskop. Roumen is sedert 2010 ook actief als coach, regisseur en mentor en is projectmatig verbonden aan hbo- en mbo-onderwijsinstellingen.

## Acteerwerk
Op film en televisie was hij onder andere te zien in Het Licht van de Haard, in Nadine en speelde hij een hoofdrol in de korte speelfilm Crossroads van regisseur Vincent Konings. Roumen was hoofdrolspeler en scenarist van de eerste dialectcomedy Sjravelentaere, die door de regionale zender L1 op tv werd vertoond. Ook was hij een van de spelers in de VARA-commercials van de campagne ‘Wees Verschillig’.